# جائزة اليابان الكبرى 1976
جائزة اليابان الكبرى 1976 هو سباق فورمولا 1 أقيم بتاريخ 24 أكتوبر 1976 في حلبة فوجي. كان السادس عشر من أصل 16 في بطولة العالم لسباقات الفورمولا واحد موسم 1976. حلّ الأمريكي ماريو أندريتي أولا بينما جاء الفرنسي باتريك ديبايلير في المركز الثاني وحصل على المركز الثالث البريطاني جيمس هانت.